# Saison cyclonique 1992 dans l'océan Atlantique nord
La saison cyclonique 1992 dans l'océan Atlantique nord devait officiellement débuter le 1er juin 1992 et se terminer le 30 novembre selon la climatologie des ouragans dans ce bassin. Cependant, la tempête subtropicale Un est apparue le 21 avril, soit le premier cyclone de ce type rapporté durant ce mois dans les annales du National Hurricane Center américain. Le reste de la saison n'a pas été très actif, le nombre de tempêtes ayant été sous la normale, probablement à cause de l'influence d'une période El Niño entre 1991 et 1994.
L’ouragan Andrew a cependant marqué les records en étant le plus coûteux de l'histoire des États-Unis, avant l’ouragan Katrina en 2005, et seulement le troisième ouragan de catégorie 5 dans l’échelle de Saffir-Simpson à frapper ce pays entre 1900 et 1992. En 1992, on peut également mentionner les ouragans Bonnie et Charley qui ont tous les deux touchés les Açores.

## Noms des tempêtes 1992
La liste des noms utilisée pour nommer les tempêtes et les ouragans pour 1992 était exactement la même que celle de 1986. À la suite des dégâts importants qu'il a causé et selon la tradition, le nom Andrew a été retiré pour être remplacé par Alex pour la saison 1998.
| - Andrew - Bonnie - Charley - Danielle - Earl - Frances - Georges | - Hermine - Ivan - Jeanne - Karl - Lisa - Mitch - Nicole | - Otto - Paula - Richard - Shary - Thomas - Virginie - Walter |

## Énergie accumulée
| ACE (104kt2)      | ACE (104kt2) | ACE (104kt2) | ACE (104kt2) | ACE (104kt2) | ACE (104kt2) |
| ----------------- | ------------ | ------------ | ------------ | ------------ | ------------ |
| 1                 | 28,4         | Andrew       | 4            | 3,27         | Earl         |
| 2                 | 23,1         | Bonnie       | 5            | 2,86         | Danielle     |
| 3                 | 10,9         | Charley      | 5            | 6,50         | Frances      |
| Total= 75.13 (75) |              |              |              |              |              |

Le tableau de droite montre l'énergie des systèmes de 1992 selon l'algorithme Accumulated Cyclone Energy (ou ACE) du National Weather Service. Il s'agir en gros d’une mesure l'énergie dégagée instantanément d’un cyclone, multipliée par sa durée de vie.